# Divize E 2013/2014
V soubojích 23. ročníku Moravskoslezské divize E 2013/14 (jedna ze skupin 4. fotbalové ligy) se utkalo 16 týmů každý s každým dvoukolovým systémem podzim–jaro. Tento ročník odstartoval v sobotu 10. srpna 2013 úvodními pěti zápasy 1. kola a skončil v neděli 15. června 2014 zbývajícími dvěma zápasy 30. kola.

## Nové týmy v sezoně 2013/14
- Z MSFL 2012/13 nesestoupilo do Divize E žádné mužstvo.
- Z Divize D 2012/13 přešlo mužstvo FC Viktoria Otrokovice.
- Z Přeboru Moravskoslezského kraje 2012/13 postoupilo vítězné mužstvo FC MSA Dolní Benešov.[2]
- Z Přeboru Olomouckého kraje 2012/13 postoupilo vítězné mužstvo TJ Sokol Určice.[3]

## Konečná tabulka
| Poř. | Tým                      | Z  | V  | R  | P  | VG | OG | B  |
| ---- | ------------------------ | -- | -- | -- | -- | -- | -- | -- |
| 1.   | TJ Sokol Lískovec        | 30 | 15 | 8  | 7  | 60 | 38 | 53 |
| 2.   | SFC Opava „B“            | 30 | 15 | 6  | 9  | 53 | 44 | 51 |
| 3.   | FC TVD Slavičín          | 30 | 14 | 7  | 9  | 43 | 38 | 49 |
| 4.   | FK Mohelnice             | 30 | 13 | 9  | 8  | 37 | 26 | 48 |
| 5.   | FC MSA Dolní Benešov (N) | 30 | 14 | 6  | 10 | 59 | 45 | 48 |
| 6.   | MFK Havířov              | 30 | 14 | 2  | 14 | 47 | 57 | 44 |
| 7.   | TJ Lokomotiva Petrovice  | 30 | 11 | 10 | 9  | 47 | 36 | 43 |
| 8.   | FC Elseremo Brumov       | 30 | 12 | 6  | 12 | 44 | 50 | 42 |
| 9.   | FK Nový Jičín            | 30 | 12 | 5  | 13 | 41 | 50 | 41 |
| 10.  | TJ Sokol Určice (N)      | 30 | 10 | 8  | 12 | 36 | 41 | 38 |
| 11.  | FC Viktoria Otrokovice   | 30 | 9  | 10 | 11 | 46 | 39 | 37 |
| 12.  | 1. FC Viktorie Přerov    | 30 | 10 | 7  | 13 | 42 | 45 | 37 |
| 13.  | SK Hranice               | 30 | 10 | 7  | 13 | 36 | 42 | 37 |
| 14.  | TJ Valašské Meziříčí     | 30 | 11 | 3  | 16 | 50 | 59 | 36 |
| 15.  | MFK OKD Karviná „B“      | 30 | 10 | 5  | 15 | 42 | 50 | 35 |
| 16.  | FK SAN-JV Šumperk        | 30 | 5  | 11 | 14 | 33 | 56 | 26 |

Poznámky:
- Z = Odehrané zápasy; V = Vítězství; R = Remízy; P = Prohry; VG = Vstřelené góly; OG = Obdržené góly; B = Body; (S) = Mužstvo sestoupivší z vyšší soutěže; (N) = Mužstvo postoupivší z nižší soutěže (nováček)
- Mužstvo TJ Sokol Lískovec se postupu do Moravskoslezské fotbalové ligy zřeklo.
- O pořadí na 4. a 5. místě rozhodlo lepší skóre Mohelnice, bilance vzájemných zápasů byla vyrovnaná: Mohelnice – Dolní Benešov 0:0, Dolní Benešov – Mohelnice 1:1.[1]
- O pořadí na 11. až 13. místě rozhodla minitabulka vzájemných zápasů.[1]

|  | Postup do MSFL 2014/15                      |
|  | Přechod do Divize D 2014/15                 |
|  | Sestup do Přeboru Olomouckého kraje 2014/15 |
|  | Zánik B-mužstva                             |